# バークナー島
バークナー島（バークナーとう、英語: Berkner Island) は、南極・ウェッデル海にある無人島。フィルヒナー・ロンネ棚氷に囲まれている島である。名前の由来はアメリカの物理学者ロイド・バークナーによるものである。